# 萊氏舌鰨
萊氏舌鰨為輻鰭魚綱鰈形目鰨亞目舌鰨科的其中一種，為亞熱帶海水魚，分布於西印度洋紅海至莫三比克海域，棲息深度0-1公尺，體長可達46公分，棲息在沙泥底質大陸棚底層水域，以底棲性無脊椎動物為食，生活習性不明，可做為食用魚。

## 扩展阅读
維基物種上的相關：萊氏舌鰨